# Phalacra
Phalacra is een geslacht van vlinders van de familie eenstaartjes (Drepanidae), uit de onderfamilie Drepaninae.

## Soorten
- P. acutipennis Swinhoe, 1903
- P. albilinea Warren, 1899
- P. buchsbaumi Holloway, 1998
- P. columba Holloway, 1998
- P. excisa Hampson, 1905
- P. kagiensis Wileman, 1916
- P. multilineata Warren, 1897
- P. nigrilineata Warren, 1922
- P. ochrea Warren, 1922
- P. perspicaria (Fabricius, 1798)
- P. rufa Hampson, 1910
- P. strigata Warren, 1896
- P. vidhisara Walker, 1960